# Buenos Aires-i obeliszk
A Buenos Aires-i obeliszk az argentin főváros legismertebb jelképe. 1936-ban állították a város alapításának 400. évfordulója alkalmából.

## Története
Az obeliszk Alberto Prebisch építész tervei alapján épült, 1936-ban avatták fel, arra emlékezve, hogy Buenos Airest éppen 400 éve alapították. A munkálatokban, amelyek kevesebb mint 2 hónapig tartottak, 157 munkás vett részt.
Azért választották ezt a helyet, mert a város története során itt vonták fel először az argentin zászlót (1812-ben). Kezdetben sokan ellenezték az emlékmű felépítését, sőt, 1939-ben a városi önkormányzat még a lebontását is elrendelte, és ennek megvalósítását csak az akkori intendáns vétója tudta megakadályozni.
Ma az obeliszk körüli tér számos politikai tüntetés és ünnepség helyszíne.

## Leírás
Az obeliszk Buenos Aires belvárosában helyezkedik el két igen fontos út, az Avenida 9 de Julio és a Calle Corrientes kereszteződésében. Magassága 67,5 méter, szélessége az alapoknál 6,8 méter. Nyugati oldalán egy bejárati ajtó található, az építmény belsejében pedig egy 206 fokból álló létrát helyeztek el, amin a csúcsáig fel lehet jutni. A csúcson egy négy ablakkal rendelkező kilátórész található, ennek tetején pedig egy villámhárító, ami lentről nem is látható. Mostanában turisták nem mehetnek be és fel.
Az obeliszk alsó részén mind a négy oldalon egy-egy feliratot helyeztek el. Az északi oldalon levő felirat arról tájékoztat, hogy 1812-ben itt vonták fel először a városban a nemzeti zászlót, a nyugati felirat arról az 1880-as eseményről szól, amikor a várost szövetségi jogúvá nyilvánították, a keleti a város 1536-os (Pedro de Mendoza általi) első, míg a déli az 1580-as (Juan de Garay általi) második megalapítására emlékezik.

## Képek

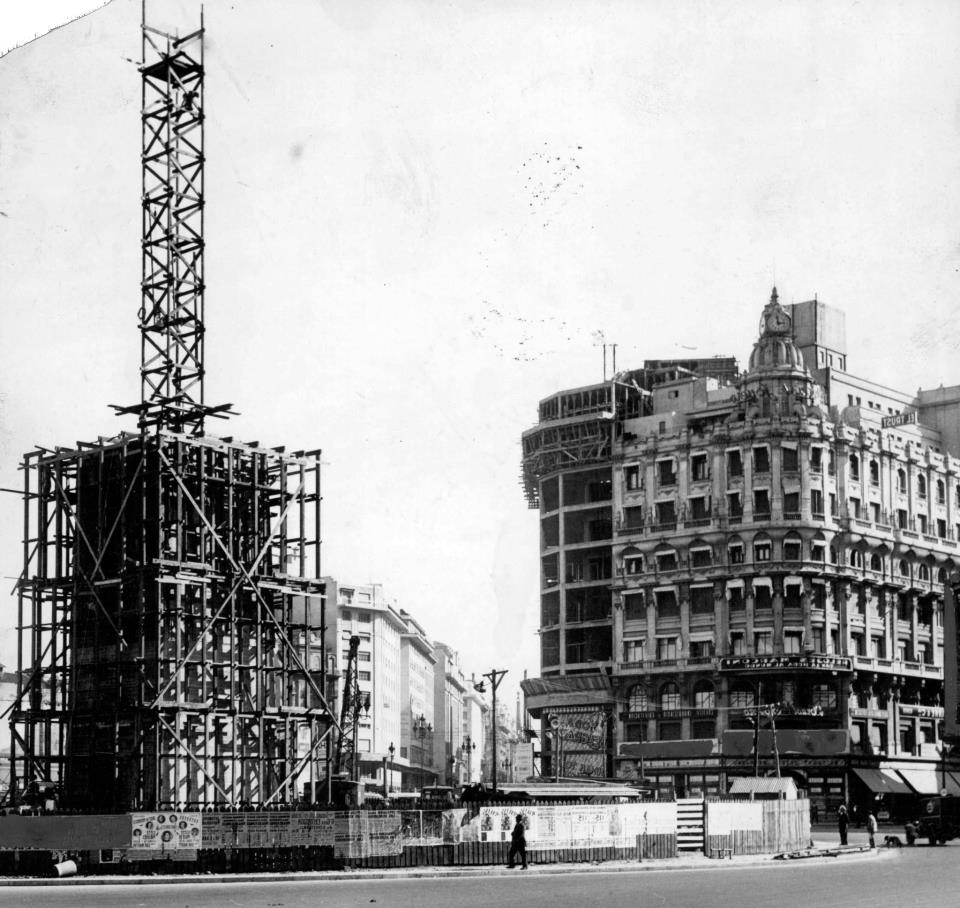
Az obeliszk építése
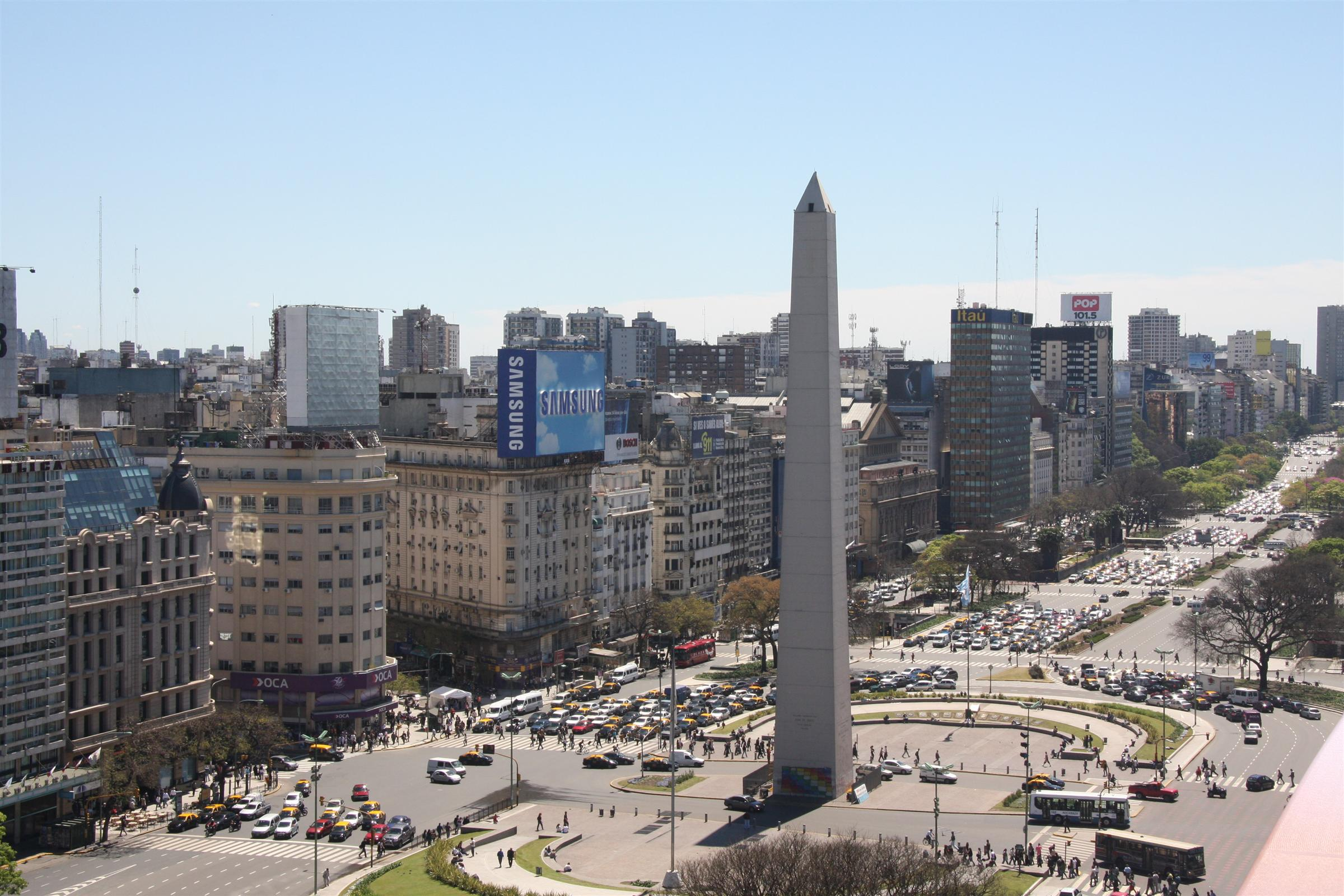
Az építmény és környezete
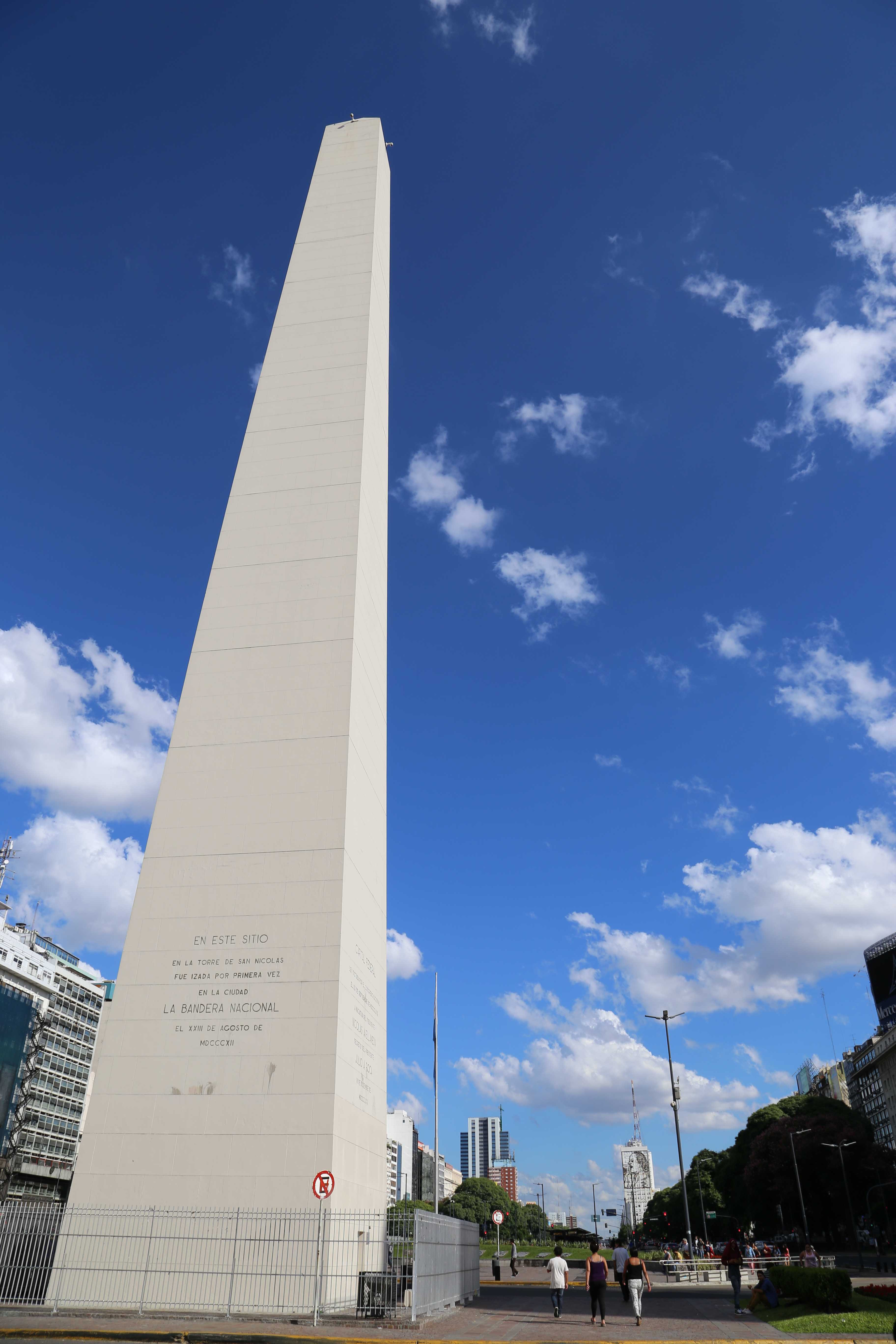
Nagy felbontású kép
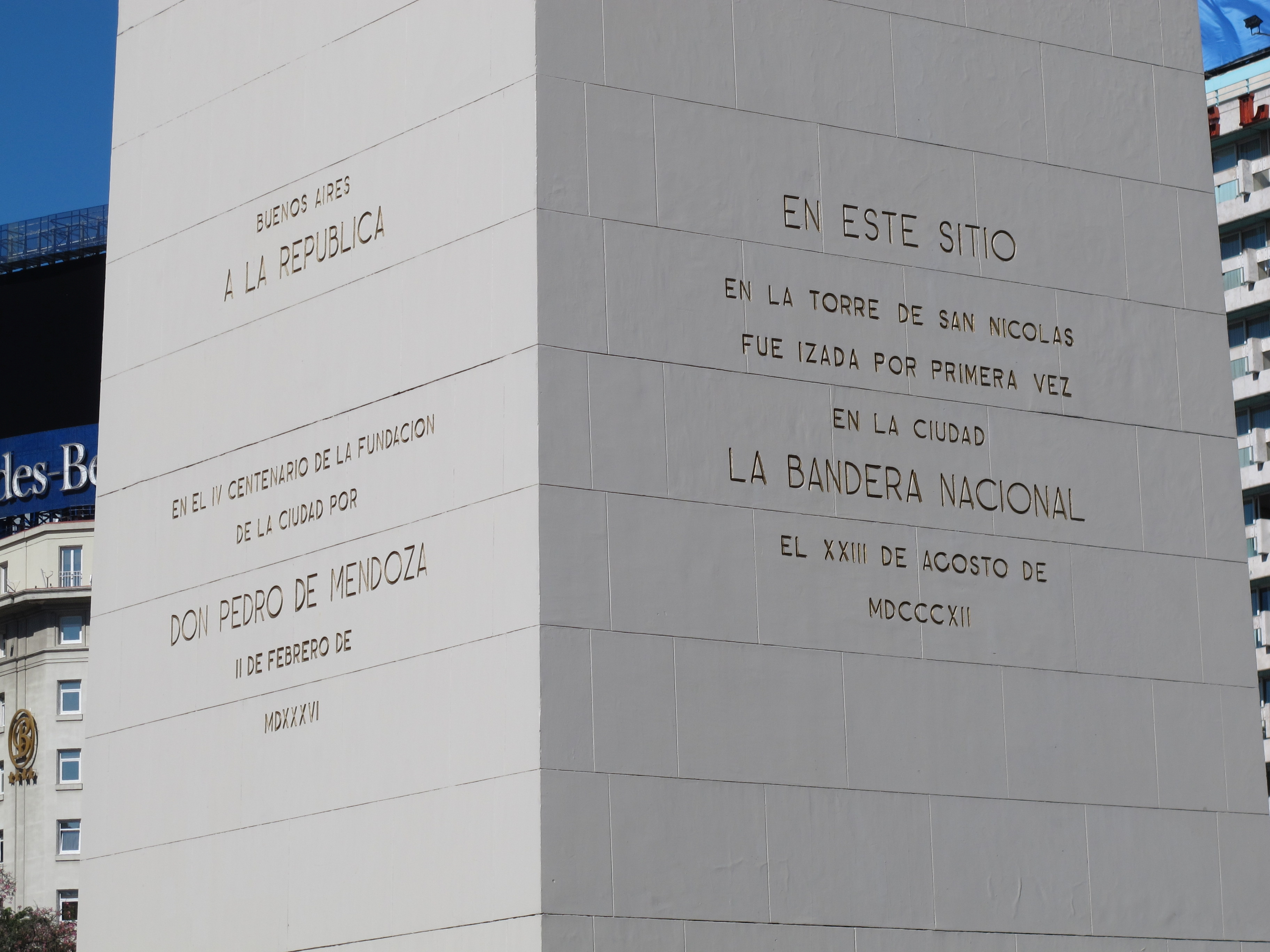
Feliratok